# Torsten Reißmann
Torsten Reißmann (ur. 23 lutego 1956 w Poczdamie, zm. 8 października 2009 Brandenburgu) – wschodnioniemiecki judoka. Olimpijczyk z Moskwy 1980, gdzie zajął piąte miejsce w wadze półlekkiej.
Brązowy medalista mistrzostw świata w 1975; siódmy w 1981; uczestnik zawodów w 1979. Zdobył pięć medali na mistrzostwach Europy w latach 1975–1982. Pierwszy na akademickich MŚ w 1977 roku.

## Letnie Igrzyska Olimpijskie 1980
| Konkurencja | Rundy eliminacyjne    | Rundy eliminacyjne     | Finały                     | Finały                | Klas. końcowa |
| Konkurencja | 1/16                  | 1/4                    | Półfinał                   | O 3 miejsce           | Miejsce       |
| ----------- | --------------------- | ---------------------- | -------------------------- | --------------------- | ------------- |
| 65 kg       | Michael Young (AUS) Z | Raymond Neenan (GBR) Z | Nikołaj Sołoduchin (URS) p | Ilijan Nedkow (BGR) P | 5.            |